# Membrana alveolo-capillare
La  membrana (o barriera) alveolo-capillare (anche detta emato-aerea) costituisce la superficie di scambio dei gas ed è situata nei polmoni a livello degli alveoli.

## Struttura
Si compone dell'epitelio di rivestimento degli alveoli polmonari, pneumociti di tipo I (definite anche cellule alveolari squamose) e degli pneumociti di tipo II, delle membrane basali di alveoli e capillari polmonari, spesso unite tra loro, e dell'epitelio endoteliale. 
Gli pneumociti di I tipo, sono gli elementi strutturali essenziali alla costituzione della barriera in quanto essi formano l'alveolo stesso (ne formano il 97%), che non presenta altra struttura di sostegno se non questo epitelio. L'epitelio costruito dagli pneumociti di I tipo è piatto monostratificato.
Gli pneumociti di tipo II sono cellule più grandi; essi secernono un agente surfattante componente dei corpi lamellari (inclusi citoplasmatici degli pneumociti II); questo surfattante è una sostanza tensioattiva che abbassa la tensione superficiale della parete alveolare permettendo i movimenti di contrazione ed espansione dovuti alla respirazione. Il capillare che giunge a queste strutture deriva dall'arteria polmonare ed è comune a due alveoli ed è costituito da endotelio e lamina basale, accollata all'epitelio formato dagli pneumociti, in modo da ridurre al minimo lo spazio che il gas deve attraversare per passare dall'ambiente "esterno" all'eritrocita.
La cosiddetta barriera "aria - sangue" è rappresentata quindi dalle zone in cui la parete alveolare è più sottile o addirittura assente.

## Patologia
Il danneggiamento della barriera può verificarsi in seguito a un barotrauma polmonare, che può avere diverse cause, tra cui l'edema polmonare indotto dal nuoto o la ritenzione di gas respiratorio nei polmoni durante la depressurizzazione, durante la risalita da immersione subacquea o la perdita di pressione da un luogo pressurizzato. Le possibili conseguenze della rottura della barriera possono essere l'embolia gassosa e l'emottisi arteriosa.